# (48707) 1996 KR1
1996 كي أر 1 (ويعرف أيضًا باسم (48707) 1996 كي أر 1 وفق تسمية الكوكب الصغير) (بالإنجليزية: 1996 KR1)‏ هو كويكب ضمن حزام الكويكبات؛ وترتيبه 48707 من حيث الاكتشاف.
اكتُشف هذا الجُرم الفلكي بواسطة برنامج شميدت للكويكبات في بكين في 19 مايو 1996.

## وصلات خارجية
- (48707) 1996 KR1 في قاعدة بيانات مختبر الدفع النفاث لأجرام النظام الشمسي الصغيرة

- الاكتشاف · مخطط المدار ·  العناصر المدارية · المعلمات المادية

- (48707) 1996 KR1 على موقع ويكي سكاي: DSS2, SDSS, GALEX, IRAS, Hydrogen α, X-Ray, Astrophoto, Sky Map, Articles and images